# Ariake (Tokio)

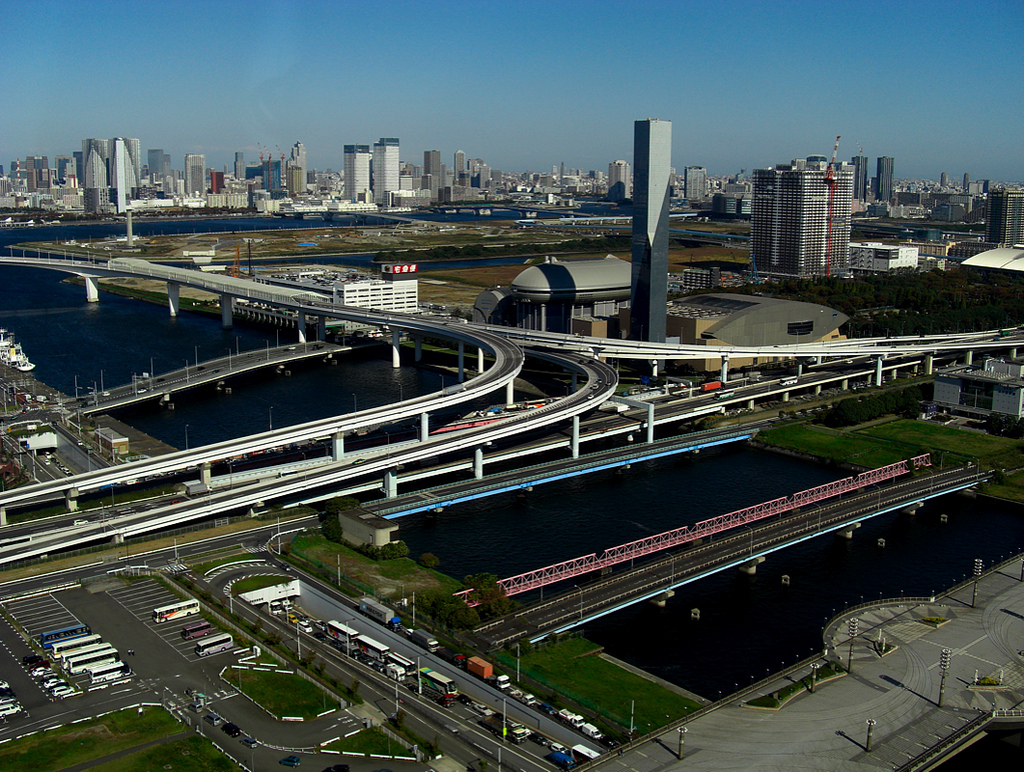
het kruispunt van de Rainbow Bridge en de Bayshore Route ten westen van Ariake met uitzicht op het district (2010)

Ariake (Japans: 有明) is een district van de speciale wijk Koto in de Japanse hoofdstad Tokio. Het district ligt op een voormalige vuilnisbelt en landaanwinning in de Baai van Tokio en telde in 2019 9.310 inwoners. Het bevindt zich ten oosten van het eiland Odaiba waarmee het samen een stedelijk centrum vormt. De Rainbow Bridge en de Bayshore Route verbinden Ariake met de wijken Minato en Shinagawa aan de overkant van het water, alsook met de rest van Koto. Het district is verder op het ov-netwerk aangesloten middels de Rinkai-lijn en de Yurikamome.
De Tokyo Big Sight is gelegen in het zuiden van het Ariake. Daarnaast zal het district verschillende sportaccommodaties voor de Olympische Spelen in 2020 huisvesten. De tenniswedstrijden vinden plaats in het Ariake Colosseum en het aangrenzende tennispark, volleybal in de Ariake Arena en gymnastiek in het Ariake Gymnastics Centre. Voorts worden het skateboard- en het BMX-toernooi gehouden in het Ariake Urban Sports Park.
Akasaka · Akihabara · Aomi · Aoyama · Ariake · Asagaya · Asakusa · Asakusabashi · Azabu · Daikanyama · Den-en-chōfu · Ebisu · Futako Tamagawa · Ginza · Gotanda · Hamamatsuchō · Harajuku · Hibiya · Hongō · Ichigaya · Iidabashi · Ikebukuro · Iwamotochō · Jiyūgaoka · Jinbōchō · Jūjō · Kabukichō · Kagurazaka · Kajichō · Kanda · Kasumigaseki · Kichijōji · Koishikawa · Kugayama · Kyōbashi · Kōenji · Kōjimachi · Marunouchi · Mita · Nagata · Nihonbashi · Nishi Shinjuku · Ochanomizu · Odaiba · Ogawamachi · Ōizumigakuenchō · Omori · Omotesandō · Otemachi · Roppongi · Ryogoku · Sanya · Sendagaya · Shiba · Shibaura · Shibuya · Shimo-Kitazawa · Shinbashi · Shinjuku · Shinjuku ni-chōme · Shiodome · Shirokane · Shirokanedai · Sugamo · Surugadai · Takadanobaba · Takanawa · Tamachi · Tateishi · Tatsumi · Toyosu · Tsuki no Misaki · Tsukiji · Tsukishima · Uchi-Kanda · Ueno · Wakasu · Yaesu · Yayoi · Yoga · Yotsuya · Yoyogi · Yūrakuchō